# Nivillers
Nivillers ist eine französische Gemeinde mit 211 Einwohnern (Stand 1. Januar 2022) im Département Oise in der Region Hauts-de-France. Die Gemeinde liegt im Arrondissement Beauvais und ist Teil der Communauté d’agglomération du Beauvaisis und des Kantons Mouy.

## Geographie
Die Gemeinde, der ehemals kleinste Kantonshauptort Frankreichs, liegt in der Nähe einer historischen Römerstraße von Beauvais nach Bavay rund vier Kilometer nordwestlich von Beauvais. Im Westen verläuft die Autoroute A16.

## Einwohner
| 1962 | 1968 | 1975 | 1982 | 1990 | 1999 | 2006 | 2011 |
| ---- | ---- | ---- | ---- | ---- | ---- | ---- | ---- |
| 181  | 195  | 294  | 225  | 217  | 196  | 196  | 182  |

## Verwaltung
Bürgermeister (maire) ist seit 2014 Joël Lionnet.

## Sehenswürdigkeiten
- 1739 erbautes Schloss, heute ein Erziehungs- und Sozialzentrum
- 1544 errichtete Kirche Saint-Lucien mit 1999 restaurierten Glasfenstern des 16. Jahrhunderts[1]

## Persönlichkeiten
- Antoine Lemaire d’Arion (1759–1833), seit 1803 Deputierter des Départements Oise zur gesetzgebenden Versammlung, hier verstorben.
- Jacques de Reinach, Baron und Bankier (1840–1892), Besitzer des Schlosses und seit 1884 Bürgermeister von Nivillers, war in den Panamaskandal verwickelt.